# Чарли Браво (фильм)
«Чарли Браво» (фр. Charlie Bravo) — военная драма 1980 года.

## Сюжет
События разворачиваются во время Первой Индокитайской войны. Десант французских солдат во главе с лейтенантом Бриссаком предпринимает рискованную попытку спасти попавшую в плен медсестру Катрин.

## В ролях
- Брюно Прадаль — Лейтенант Бриссак
- Жан-Франсуа Порон — Франсуа Жирар
- Карина Верлье — Катрин Фурнье
- Жерар Букарон — Манан